# 明石入道
明石入道（あかしのにゅうどう）は、紫式部が著した『源氏物語』に登場する架空の人物である。明石の入道と記されることもある。

## 概要
光源氏の母方の祖父の甥。つまり桐壺更衣はいとこにあたる。父は大臣で、妻（後の明石尼君）は中務宮の孫。自身も三位中将という高官だった。住吉明神の霊験を信じ、異常な行動をとる神秘的な人物である。
京官に見切りを付けて播磨守となり、そのまま出家して明石の浦に住まう。娘（明石の御方）の良縁を早くから住吉明神に祈願しており、霊夢により光源氏を明石に迎え、娘と結婚させた。光源氏帰京後、別れを惜しみつつ娘と生まれた明石の姫君を妻と共に都に送り、自分は残った。
姫君が東宮の御子を生んだと聞くと、大願成就を信じ、家を寺として弟子を残し、深山にあとをくらました。

## 登場する巻
明石の入道は直接には以下の巻で登場し、本文中ではそれぞれ以下のように表記されている。
- 第05帖 若紫 前の守、新発意、入道
- 第12帖 須磨 入道、父入道、父君
- 第13帖 明石 前の守新発意、入道、明石の入道、主の入道
- 第14帖 澪標 入道
- 第18帖 松風 入道
- 第19帖 薄雲 明石
- 第34帖 若菜上 入道、明石
- 第35帖 若菜下 入道